# Шабаров, Юрий Сергеевич
Шабаров Юрий Сергеевич (5 августа 1919, Москва, Россия — 30 октября 2005, Москва, Россия) — советский и российский химик-органик, основоположник химии арилированных циклопропанов и направления химии орто-замещённых аренов, автор 25 патентов на синтез соединений из орто-замещённых циклопропанов. Автор множества учебных пособий по органической химии, а также учебника «Органическая химия». Лауреат премии Совета министров СССР (1988), кавалер Ордена Почёта (1999).

## Молодость, образование, служба в армии
Шабаров родился 5 августа 1919 года в Москве. В 1938 года окончил школу с золотой медалью. В том же году поступил на химический факультет Московского университета. В ноябре 1941 года, с началом Великой Отечественной войны, вошёл в ряды РККА и служил в армии до мая 1946 года. Службу закончил в звании старшего лейтенанта. Награждён медалями «За победу над Германией в Великой Отечественной войне 1941—1945 гг.» в 1945 году, «За победу над Японией» в августе 1946 года, орденом Отечественной войны II степени (в марте 1985) и ещё 11 медалями, 9 из которых — юбилейные. После возвращения из Советской армии закончил учёбу на химическом факультете МГУ в июне 1948 года с отличием. В октябре 1948 поступил в аспирантуру в НИИ Химии МГУ. В октябре 1951 окончил аспирантуру, защитив кандидатскую диссертацию.

## Работа на химическом факультете МГУ, педагогическая деятельность
После окончания аспирантуры был зачислен в штат химического факультета МГУ на должность младшего научного сотрудника. В августе 1953 года был назначен и. о. старшего научного сотрудника химического факультета МГУ, а в декабре 1954 — старшим научным сотрудником. В июне 1959 года получил звание доцента химического факультета МГУ. В 1964 защитил докторскую диссертацию. В декабре 1967 был избран и. о. профессора химического факультета МГУ, в сентябре 1969 стал профессором химического факультета МГУ.
Педагогической деятельностью Шабаров начал заниматься с 1951 года; с самого начала работы на факультете он включился в процесс обучения студентов. Он начал вести семинары, практические занятия у студентов 3 курса, руководить написанием курсовых и дипломных работ. С 1964 по 1968 год, после защиты докторской диссертации, читал собственный курс «Синтетические методы органической химии». По рекомендации заведующего кафедрой органической химии А. Н. Несмеянова Шабаров 25 лет, с 1968 по 1993 годы, читал общий курс «Органическая химия».
Спустя год после этого, в 1994 году, было выпущено первое издание двухтомного учебника «Органическая химия», написанное Шабаровым и основанное на его лекциях, для студентов химических факультетов и вузов. Учебник благодаря своей популярности трижды переиздавался. Также он имел хорошие отзывы от других преподавателей за предметную насыщенность и логичное изложение основных положений предмета.
С 1994 года Юрий Сергеевич читал курс «Химия углеводов» для студентов, специализирующихся на кафедре химии природных соединений. В 1998 издал методическое пособие «Моно- и дисахариды» с материалом, ориентированным на спецкурс, а также на общий курс студентов-химиков по теме «Природные соединения». Шабаров также участвовал в написании учебников и учебных пособий в соавторстве с преподавателями кафедры органической химии химического факультета МГУ, часть из которых была переведена на иностранные языки. В их числе «Практические работы по органической химии», «Лабораторные работы в органическом практикуме», «Задачи и упражнения по органической химии» (последняя переведена на английский и испанский).
Юрий Сергеевич Шабаров активно сотрудничал с рядом издательств, таких как «Издательство МГУ», «Мир», «Химия». Им было переведено и отредактировано множество иностранных учебников и учебных пособий.
Под руководством Шабарова было защищено более 120 дипломных работ и 30 кандидатских диссертаций, а также две докторские диссертации в 1984 и 1992 годах.
Также Юрий Сергеевич активно занимался и организационной и управленческой деятельностью. С 1969 по 1976 году он был членом Учёного Совета ИОХ им Н. Д. Зелинского, с 1974 по 1985 — членом Учёного Совета химического факультета МГУ, а с 1981 по 1995 также был заместителем председателя факультета. Помимо этого, на химическом факультете он в разное время занимал должности заместителя декана химического факультета МГУ (1954—1954), председателя приёмной комиссии химического факультета МГУ (1962—1964), заведующего практикумом органической химии (1968—1980), заведующего лабораторией органического синтеза (1971—1989), а также заместителя заведующего кафедрой органической химии (1976—1986).
Шабарову также были присвоены почётные звания «Заслуженный профессор МГУ им М. В. Ломоносова», «Заслуженный Соросовский профессор».
В 1994 года был принят на должность профессора-консультанта кафедры органической химии, совмещал её с должностью профессора до 31 августа 2005 года.
Скончался 30 октября 2005 года в Москве.

## Публикации: научная деятельность
Научные интересы Ю. С. Шабарова связаны с химией малых карбоциклов — он основоположник химии арилированных циклопропанов в России и его работы широко известны за рубежом. Всего Шабаровым опубликовано более 350 печатных работ, отражающих ряд новых и специфических реакций функционально замещённых арилциклопропанов. В ходе своей деятельности Шабаров исследовал уникальные свойства трёхчленных циклов с ароматическим ядром (такие, как орто-эффект циклопропана при нитровании, ипсо-атака электрофила на положение циклопропанового фрагмента, инициирующая роль малого карбоцикла во внутримолекулярных перегруппировках и превращениях).
Шабаров внёс значительный признанный научным сообществом вклад как в изучение фундаментальных аспектов арилциклопропанов (механизмы нитрования арилциклопропанов, нитродеалкилирование, электрофил-катализируемое нуклеофильное замещение, протон-катализируемые перегруппировки, циклизации, гетероциклизации и изомеризации циклопропилзамещённых субстратов), так и в прикладные аспекты, сам органический синтез: функционально замещённых арилциклопропанов, таких гетероциклов, как бензоксазолы, оксазолы, бензоксазины, бензодиазепины, индолы, индазолы, хинолины, хинолоны и т. д.
Также Шабаров в своих работах показал, что закономерности в нитровании и катализируемых электрофилами реакций трансформации функционально замещённых арилциклопропанов, свойственны также ароматическим субстратам, способным в ходе реакции генерировать карбениевые ионы бензильного и гомобензильного типа.
Работы Шабарова стали фундаментом направления химии орто-замещённых аренов, которое весьма перспективно в плане синтеза различных гетероциклов, в том числе и природных соединений, потенциальных лекарств и биологически активных веществ. Материалы исследований Шабарова — механизмы реакций арилциклопропанов с электрофилами, кислотно-катализируемые перегруппировки и гетероциклизаций — включены в справочные издания, обзоры и учебники отечественных и зарубежных авторов.
Юрий Сергеевич получил 25 авторских свидетельств на изобретения, прежде всего методы синтеза соединений из орто-замещённых арилциклопропанов. Что характерно, девяти из 25 авторских свидетельств Комитетом по делам изобретений и открытий СССР были присвоены грифы «Без права публикации в открытой печати». Это связано с тем, что Шабаров на протяжении 30 лет, с 1965 по 1995 гг., проводил исследования совместно с рядом организаций ВПК. Его деятельность в этом направлении была отмечена премией Совета Министров СССР в 1988 году.

## Семья
- Жена — Шабарова Зоя Алексеевна (1925—1999) — учёная-химик, дхн, профессор МГУ. Специалист в области биоорганической химии и прежде всего химии нуклеиновых кислот. Поженились в 1950 году.
  - Сын — Шабаров Алексей Юрьевич (род. 1953) — кандидат физико-математических наук, выпускник МГУ. Работал на ВМК МГУ, позже — сотрудник НИИ технической физики и автоматизации.[5]

## Оценки деятельности, интересы
Шабаров Юрий Сергеевич признан как основоположник направления химии орто-замещённых циклопропанов. Его весомый вклад в изучение арилциклопропанов признан научным сообществом. Его преподавательская деятельность и лекции крайне высоко оценивались как преподавателями и ректоратом МГУ, так и студентами, которые подчёркивали и лекторское мастерство Шабарова, и его интеллигентность и тактичность в общении, и бесконфликтность.
Вклад Шабарова в науку признан и на государственном уровне: он был награждён медалью «За трудовую доблесть» в 1976 году, премией Совета министров СССР в 1988 году, Орденом Почёта в 1999 году.
Юрий Сергеевич активно увлекался спортом. Он имел первый разряд по большому теннису, и делился своими увлечениями с учениками: по рассказам, практикумы у него часто начинались со «спортивной пятиминутки» — обсуждений спортивных событий прошедших дней.
Помимо этого, Шабаров увлекался живописью, графикой, скульптурой, позднее также филателией и рыболовством.

## Награды, почётные звания
Медаль «За трудовую доблесть» — март 1976
Премия Совета министров СССР — 1988 год
Орден Почёта — указ Президента Российской Федерации № 1562 от 22 ноября 1999 года
Звание «Заслуженный Соросовский профессор»
Звание «Заслуженный профессор МГУ им. М. В. Ломоносова»

## Интересные факты
Один из учеников Шабарова, Кузяков Юрий Яковлевич, рассказывал о курсовой задаче, которую он выполнял под руководством Юрия Сергеевича. Он синтезировал альфа-аллилциклопентанон. Синтез пошёл не сразу и был непростым, так как Юрий Сергеевич решил делать реагент в большом количестве. Спустя многие годы, когда Кузяков уже был деканом химического факультета МГУ, альфа-аллилциклопентанон понадобился одному из сотрудников факультета, Альфреду Феликсовичу Платэ. Шабаров нашёл реагент, который он с Кузяковым синтезировал много лет назад и, как оказалось, он сохранился до сих пор, к тому же с хорошей чистотой. С иронией Юрий Сергеевич рассказывал своему ученику, как ответил Платэ, что реагент делал не кто иной, как декан факультета.

## Из библиографии
- Органическая химия : Учеб. для студ. вузов … по напр. «Химия» / Ю. С. Шабаров. — 4-е изд. — Москва : Химия, 2002. — 846, [1] с. : ил.; 21 см. — (Для высшей школы).; ISBN 5-7245-1218-1
- Лабораторные работы в органическом практикуме / А. Е. Агрономов, Ю. С. Шабаров. — Москва : Изд-во Моск. ун-та, 1971. — 230 с.
  - Лабораторные работы в органическом практикуме : [Для хим. специальностей вузов] / А. Е. Агрономов, Ю. С. Шабаров. — 2-е изд., перераб. и доп. — Москва : Химия, 1974. — 375 с.
  - Лабораторные работы в органическом практикуме : [Перевод] / А. Е. Агрономов, Ю. С. Шабаров. — Москва : Мир, 1986. — 518,[1] с. : ил.